# الدوري الهولندي الممتاز 2024–25
الدوري الهولندي الممتاز 2024–25 هو الموسم التاسع والستون الجاري من الدوري الهولندي الممتاز، وهو المسابقة الكروية الأولى في هولندا. بدأت في 9 أغسطس 2024 وانتهت في 1 يونيو 2025.
بي إس في آيندهوفن، الذي دخل آخر 5 أسابيع من الموسم بفارق 9 نقاط خلف أياكس، دخل الأسبوع الأخير متقدمًا بفضل خسائر أياكس من النقاط وهزم سبارتا بنتيجة 3–1 في المباراة الأخيرة من الدوري في 18 مايو 2025 وأكمل الدوري كبطل للمرة الـ26.

## جدول الدوري
قالب:جدول الدوري الهولندي الممتاز 2024–25